# هانس كارل ماير
هانس كارل ماير (بالألمانية: Hans Karl Meyer)‏ هو ضابط بحري ألماني، ولد في 1 ديسمبر 1898 في Stolzenhagen ‏ في ألمانيا، وتوفي في 23 يناير 1989 في هامبورغ في ألمانيا.